# Servicio General de Inteligencia y Seguridad (Países Bajos)
El Servicio General de Inteligencia y Seguridad (en neerlandés Algemene Inlichtingen- en Veiligheidsdienst, acrónimo AIVD) es el servicio de inteligencia de los Países Bajos. Su nombre actual data del 29 de mayo de 2002; hasta ese momento se denominaba Servicio de Seguridad Interior (Binnenlandse Veiligheidsdienst, BVD). 
Este servicio se creó en 1949. A partir del final de 2007 la central del AIVD se localiza en Zoetermeer. Hasta entonces dispuso de diversas oficinas descentralizadas en Leidschendam.

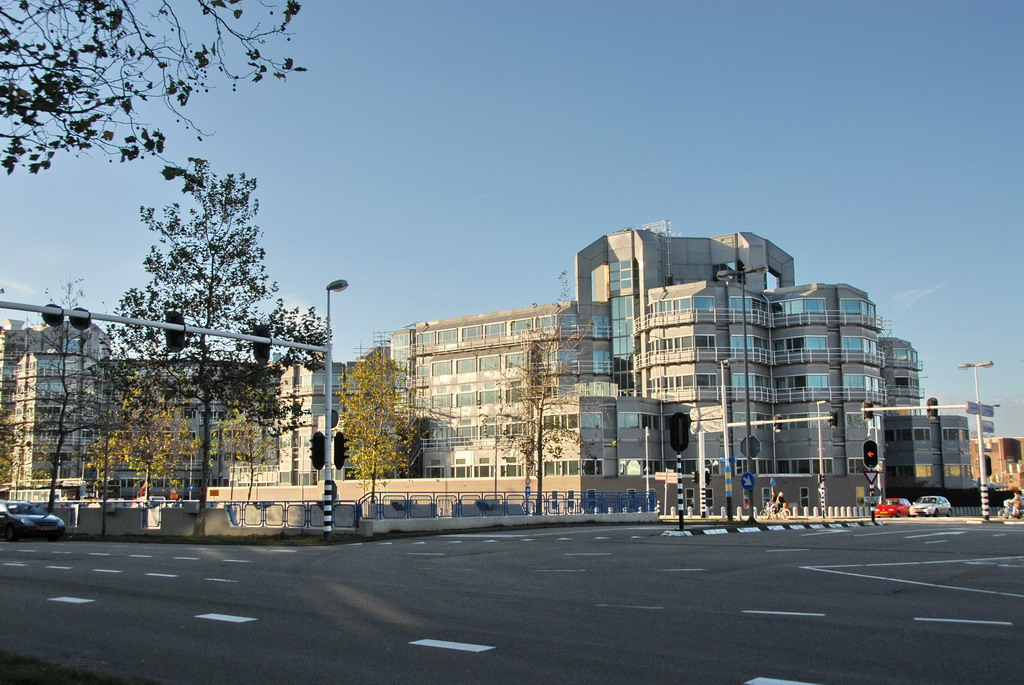
Servicio General de Inteligencia y Seguridad

## Ley de Servicios de Inteligencia y Seguridad
La Ley de Servicios de Inteligencia y Seguridad regula la existencia y funciones del AIVD. Esta ley le asigna cuatro funciones fundamentales:
- Investigar organizaciones y personas que muestran indicios serios de ser un peligro para el estado de derecho, la seguridad del estado o para otros intereses esenciales del estado;
- Elaborar informes de seguridad para candidatos que vayan a cubrir funciones que exijan un alto grado de confidencialidad (esta función se desarrolla aparte en la Ley de Investigaciones de Seguridad);
- Promover la seguridad, incluyendo las medidas necesarias para proteger las partes del gobierno y de la vida corporativa que son de interés fundamental para el mantenimiento de la actividad social;
- Investigar otros países en lo relativo a los asuntos indicados por el primer ministro, el Ministro del Interior y el ministro de Defensa.

La última de estas funciones constituye una novedad con respecto a las funciones del servicio antecesor del AIVD, el BVD. Esta función añadida de inteligencia hizo necesario el cambio de nombre, ya que antes sólo se contemplaban funciones de seguridad.

## Comisión de Evaluación Administrativa
La Comisión de Evaluación Administrativa del AIVD se constituyó en marzo de 2004 a instancias del Ministro del Interior. El objetivo de la Comisión era llevar a cabo una evaluación de la forma en que el AIVD ejecuta las funciones que tiene asignadas sobre la base de tres preguntas fundamentales:
- ¿Qué espera la administración política de las funciones del AIVD, teniendo en cuenta los cambios en la sociedad?
- ¿Cómo desarrolla el AIVD sus funciones y responsabilidades, y qué mejoras son posibles?
- ¿Son las autorizaciones administrativas y los medios cuantitativos y cualitativos (material, personal y financiación) de que el AIVD dispone suficientes para cumplir con las exigencias y expectativas existentes?

El resultado de la comisión fue ofrecido al ministro Johan Remkes el 16 de noviembre de 2004.

## Acusaciones de complicidad con genocidio
Poco después del arresto del empresario neerlandés Frans van Anraat, que había vendido material ilegal para la fabricación de armas químicas a Saddam Hussein, la prensa holandesa informó que el mencionado Van Raat era un informador del AIVD. Según la prensa holandesa, el AIVD facilitó protección a Van Raat, que fue acogido en una "vivienda segura" del Ministerio del Interior de los Países Bajos en Ámsterdam.

## Expedientes
Todo ciudadano holandés que sospeche que el AIVD guarda un expediente sobre su persona tiene derecho a examinarlo, siempre que la información requerida tenga una antigüedad mínima de 5 años y que no sea relevante para investigaciones en marcha.
La organización Buro Jansen & Janssen sigue las actuaciones del AIVD con actitud crítica, tal como lo hizo en le pasado el activista Louis Sévèke.